# All-Pro
Le terme All-Pro est un titre décerné a un joueur professionnel de football américain lorsqu'il est reconnu comme le meilleur joueur à son poste au terme de la saison écoulée. Les joueurs All-Pro sont généralement sélectionnés par des organismes de presse qui désignent leur « équipe All-Pro » composée d'au moins 22 joueurs (un joueur pour chaque poste de l'attaque, de la défense et des équipes spéciales). Le nombre de joueurs désignés varie d'un organisme à l'autre. Les listes All-Pro ne sont généralement établies que pour les ligues majeures et principalement la National Football League. Par le passé, des équipes de joueurs All-Pro ont été effectuées pour d'autres ligues estimées majeures comme, l'American Football League au cours des années 1960 ou l'All-America Football Conference au cours des années 1940.
À partir du début des années 1920, les équipes All-Pro sont créées traditionnellement à la suite de votes recueillis auprès de journalistes sportifs. Après avoir interrogé les diverses rédactions, les votes des journalistes sont comptés pour déterminer les joueurs sélectionnés et les résultats sont publiés par le biais de divers syndicats de presse. Aujourd'hui, les équipes sont principalement publiées en ligne ou annoncées dans divers programmes sportifs télévisés. Certaines organisations publient deux listes All-Pro ; une « première équipe » (first team) et une « seconde équipe » (second team). La première équipe regroupe davantage de joueurs de premier plan que la seconde.
L'Associated Press (AP) et ses sélections All-Pro sont les plus reconnues aujourd'hui,. Il existe d'autres sondages comme celui de l'United Press International (débutant dans les années 1940 et se poursuit sous diverses formes jusque 1997), celui de la Newspaper Enterprise Association (de 1954 à 1996) et celui de la Pro Football Writers Association (en), (inauguré en 1966 et toujours publié actuellement). La NFL a compilé les listes officielles All-Pro à partir de 1931 mais a abandonné cette pratique en 1942.
La désignation All-Pro, bien qu'elle ne soit pas officiellement reconnue par la NFL, est généralement considérée comme un honneur plus prestigieux que la désignation officielle All-Star de la NFL (une reconnaissance Pro Bowl). Et pour cause, les joueurs sélectionnées au Pro Bowl sont au moins deux fois plus nombreux que ceux sélectionnés au total des deux équipes All-Pro (first and second teams). De plus, les sélections au Pro Bowl sont souvent déclinées, permettant ainsi à un joueur moins performant de recevoir le titre de pro Bowler, ce qui n'est pas le cas des All-Pro.

## Associated Press
L'AP est l'organisme de sélection le plus ancien de l'histoire de la NFL puisque l'AP commence à établir une liste de joueurs All-Pro en 1940,. Son équipe All-Pro est une sélection annuelle des meilleurs joueurs de la NFL, lesquels sélectionnés par un comité national composé de membres des médias de l’AP. Contrairement à la sélection pour le Pro Bowl, les votes sont attribués aux joueurs exceptionnels par position et ce indépendamment du fait que le joueur soit membre d'une franchise de l'American Football Conference (AFC) ou de la National Football Conference (NFC).
La première équipe est composée d'un ou deux des meilleurs joueurs à chaque position; la deuxième équipe est composée des finalistes à chaque poste. Un seul joueur est sélectionné pour les postes de quarterback, running/full back, tight end, centre, punter, place kicker, et kick returner, tandis que deux joueurs sont choisis pour les running backs, wide receivers, offensive tackles, offensive guards, outside linebackers, inside/middle linebackers, defensive ends, defensive tackles, cornerbacks et safeties,. En 2016, pour la première fois, l'AP choisit des positions spécifiques sur la ligne offensive, un joueur « flex » à l'offensive et un cinquième defensive back.
L'AP affirme que le jury de sélection est national. Néanmoins, certains marchés médiatiques de la NFL ne disposent pas de vote, comme la ville de Détroit (ville possédant une équipe NFL depuis 1934).

## The Sporting News
Le Sporting News publie des équipes All-Conference à partir des années 1950 (une par conférence). En 1980, ils commencent à choisir une équipe All-Pro plutôt que deux équipes All-Conference. Depuis que ces équipes sont publiées dans Total Football (encyclopédie officielle de la NFL), elles sont reconnues par la NFL et par le Pro Football Hall of Fame.

## Newspaper Enterprise Association
L’équipe All-Pro de la Newspaper Enterprise Association est différente des sondages de presse. Elle est créée par Murray Olderman (en) en 1954 dans le but de constituer la Players' All-Pro Team, car ce sont des joueurs de la NFL eux-mêmes qui établissent les sélections. Il est publié pour la dernière fois en 1997.

## Pro Football Writers Association
L’équipe Pro Football Writers Association (en) (PFWA) All-NFL est éditée pour la première fois en 1966 et continue à l'être de nos jours. Les membres de la Pro Football Writers Association regroupent des journalistes de presse spécialisés dans le football américain. Leur sélection est publiée depuis les années 1990 dans Pro Football Weekly (en). De plus, les rédacteurs et les éditeurs de Pro Football Weekly sélectionnent personnellement les équipes All-AFC et All-NFC depuis 1970.

## United Press International
Il s'agit également d'un sondage de presse ayant débuté dans les années 1930 et qui s'est poursuivi jusqu’en 1969. En 1970, United Press International sélectionne des équipes All-AFC et All-NFC, lesquelles sont publiées jusqu'en 1996.

## Autres organismes

### Passé
- La NFL sélectionne des équipes All-Pro de 1931 à 1942[15],[5].
- Buffalo Evening News.
- Collyer's Eye.
- George Halas.
- Green Bay Press-Gazette (1923–1931, 1933–1935).
- International News Service.
- New York Daily News (1937–1961, 1963–1969).
- Rock Island Argus, sélection par l'éditeur sport Bruce Copeland[16].
- Pro Football Illustrated (1943–1948).

### Présent
- Pro Football Focus commence une sélection d'équipes All-Pro après la saison 2009[17].
- Sports Illustrated[18].
- USA Today[19].

## Les lauréats

### Années 1990
| Position | Joueur             | Équipe         |
| -------- | ------------------ | -------------- |
| QB       | Joe Montana        | 49ers          |
| RB       | Thurman Thomas     | Bills          |
| RB       | Barry Sanders      | Lions          |
| WR       | Jerry Rice         | 49ers          |
| WR       | Andre Rison        | Falcons        |
| TE       | Keith Jackson (en) | Eagles         |
| OT       | Jim Lachey (en)    | Redskins       |
| OT       | Anthony Munoz      | Bengals        |
| OG       | Randall McDaniel   | Vikings        |
| OG       | Bruce Matthews     | Houston Oilers |
| C        | Kent Hull (en)     | Bills          |

| Position | Joueur                  | Équipe   |
| -------- | ----------------------- | -------- |
| DE       | Bruce Smith             | Bills    |
| DE       | Reggie White            | Eagles   |
| DT       | Jerome Brown            | Eagles   |
| DT       | Michael Dean Perry (en) | Browns   |
| OL       | Charles Haley           | 49ers    |
| OL       | Derrick Thomas          | Chiefs   |
| LB       | Pepper Johnson (en)     | Giants   |
| LB       | John Offerdahl (en)     | Dolphins |
| CB       | Albert Lewis (en)       | Chiefs   |
| CB       | Rod Woodson             | Steelers |
| S        | Ronnie Lott             | 49ers    |
| S        | Joey Browner (en)       | Vikings  |

| Position | Joueur           | Équipe |
| -------- | ---------------- | ------ |
| K        | Nick Lowery (en) | Chiefs |
| P        | Sean Landeta     | Giants |
| KR       | Mel Gray (en)    | Lions  |

| Position | Joueur                | Équipe   |
| -------- | --------------------- | -------- |
| QB       | Jim Kelly             | Bills    |
| RB       | Thurman Thomas        | Bills    |
| RB       | Barry Sanders         | Lions    |
| WR       | Michael Irvin         | Cowboys  |
| WR       | Haywood Jeffries (en) | Oilers   |
| TE       | Marv Cook (en)        | Patriots |
| OT       | Jim Lachey (en)       | Redskins |
| OT       | Mike Kenn             | Falcons  |
| OG       | Mike Munchak          | Oilers   |
| OG       | Steve Wisniewski      | Raiders  |
| C        | Kent Hull (en)        | Bills    |

| Position | Joueur            | Équipe   |
| -------- | ----------------- | -------- |
| DE       | Clyde Simmons     | Eagles   |
| DE       | Reggie White      | Eagles   |
| DT       | Jerome Brown      | Eagles   |
| DT       | Jerry Ball (en)   | Lions    |
| OL       | Pat Swilling      | Saints   |
| OL       | Derrick Thomas    | Chiefs   |
| LB       | Mike Singletary   | Bears    |
| LB       | Sam Mills         | Saints   |
| CB       | Darrell Green     | Redskins |
| CB       | Cris Dishman (en) | Oilers   |
| S        | Ronnie Lott       | Raiders  |
| S        | Steve Atwater     | Broncos  |

| Position | Joueur            | Équipe  |
| -------- | ----------------- | ------- |
| K        | Jeff Jaeger (en)  | Raiders |
| P        | Jeff Gossett (en) | Raiders |
| KR       | Mel Gray (en)     | Lions   |

| Position | Joueur             | Équipe   |
| -------- | ------------------ | -------- |
| QB       | Steve Young        | 49ers    |
| RB       | Emmitt Smith       | Cowboys  |
| RB       | Barry Foster       | Steelers |
| WR       | Jerry Rice         | 49ers    |
| WR       | Sterling Sharpe    | Packers  |
| TE       | Jay Novacek        | Cowboys  |
| OT       | Harris Barton (en) | 49ers    |
| OT       | Richmond Webb      | Dolphins |
| OG       | Randall McDaniel   | Vikings  |
| OG       | Steve Wisniewski   | Raiders  |
| C        | Bruce Matthews     | Oilers   |

| Position | Joueur                | Équipe   |
| -------- | --------------------- | -------- |
| DE       | Chris Doleman         | Vikings  |
| DE       | Clyde Simmons         | Eagles   |
| DT       | Ray Childress (en)    | Oilers   |
| DT       | Cortez Kennedy        | Seahawks |
| OL       | Pat Swilling          | Saints   |
| OL       | Wilber Marshall (en)  | Redskins |
| LB       | Junior Seau           | Chargers |
| LB       | Al Smith              | Oilers   |
| CB       | Audray McMillian (en) | Vikings  |
| CB       | Rod Woodson           | Steelers |
| S        | Henry Jones (en)      | Bills    |
| S        | Steve Atwater         | Broncos  |

| Position | Joueur              | Équipe    |
| -------- | ------------------- | --------- |
| K        | Pete Stoyanovich    | Dolphins  |
| P        | Rich Camarillo (en) | Cardinals |
| KR       | Deion Sanders       | Falcons   |

| Position | Joueur             | Équipe   |
| -------- | ------------------ | -------- |
| QB       | Steve Young        | 49ers    |
| RB       | Emmitt Smith       | Cowboys  |
| RB       | Jerome Bettis      | Rams     |
| WR       | Jerry Rice         | 49ers    |
| WR       | Sterling Sharpe    | Packers  |
| TE       | Shannon Sharpe     | Broncos  |
| OT       | Harris Barton (en) | 49ers    |
| OT       | Erik Williams      | Cowboys  |
| OG       | Randall McDaniel   | Vikings  |
| OG       | Chris Hinton       | Falcons  |
| C        | Dermontti Dawson   | Steelers |

| Position | Joueur                | Équipe     |
| -------- | --------------------- | ---------- |
| DE       | Bruce Smith           | Bills      |
| DE       | Neil Smith            | Chiefs     |
| DT       | John Randle           | Vikings    |
| DT       | Cortez Kennedy        | Seahawks   |
| OL       | Renaldo Turnbull (en) | Saints     |
| OL       | Greg Lloyd Sr. (en)   | Steelers   |
| LB       | Junior Seau           | Chargers   |
| LB       | Hardy Nickerson       | Buccaneers |
| CB       | Deion Sanders         | Cowboys    |
| CB       | Rod Woodson           | Steelers   |
| S        | LeRoy Butler          | Packers    |
| S        | Marcus Robertson (en) | Oilers     |

| Position | Joueur               | Équipe  |
| -------- | -------------------- | ------- |
| K        | Chris Jacke          | Packers |
| P        | Greg Montgomery (en) | Oilers  |
| KR       | Eric Metcalf         | Browns  |

| Position | Joueur           | Équipe   |
| -------- | ---------------- | -------- |
| QB       | Steve Young      | 49ers    |
| RB       | Emmitt Smith     | Cowboys  |
| RB       | Barry Sanders    | Lions    |
| WR       | Jerry Rice       | 49ers    |
| WR       | Cris Carter      | Vikings  |
| TE       | Ben Coates       | Patriots |
| OT       | Willie Roaf      | Saints   |
| OT       | Richmond Webb    | Dolphins |
| OG       | Randall McDaniel | Vikings  |
| OG       | Nate Newton      | Cowboys  |
| C        | Dermontti Dawson | Steelers |

| Position | Joueur              | Équipe   |
| -------- | ------------------- | -------- |
| DE       | Bruce Smith         | Bills    |
| DE       | Charles Haley       | Cowboys  |
| DT       | John Randle         | Vikings  |
| DT       | Cortez Kennedy      | Seahawks |
| OL       | Kevin Greene        | Steelers |
| OL       | Greg Lloyd Sr. (en) | Steelers |
| LB       | Junior Seau         | Chargers |
| CB       | Deion Sanders       | Cowboys  |
| CB       | Rod Woodson         | Steelers |
| S        | Darren Woodson      | Cowboys  |
| S        | Eric Turner         | Browns   |

| Position | Joueur           | Équipe |
| -------- | ---------------- | ------ |
| K        | John Carney      | Chiefs |
| P        | Reggie Roby (en) | Giants |
| KR       | Mel Gray (en)    | Lions  |

| Position | Joueur            | Équipe   |
| -------- | ----------------- | -------- |
| QB       | Brett Favre       | Packers  |
| RB       | Emmitt Smith      | Cowboys  |
| RB       | Barry Sanders     | Lions    |
| WR       | Jerry Rice        | 49ers    |
| WR       | Herman Moore (en) | Lions    |
| TE       | Ben Coates        | Patriots |
| OT       | Willie Roaf       | Saints   |
| OT       | Lomas Brown (en)  | Lions    |
| OG       | Randall McDaniel  | Vikings  |
| OG       | Nate Newton       | Cowboys  |
| C        | Dermontti Dawson  | Steelers |

| Position | Joueur              | Équipe    |
| -------- | ------------------- | --------- |
| DE       | Bruce Smith         | Bills     |
| DE       | Reggie White        | Packers   |
| DT       | John Randle         | Vikings   |
| DT       | Chester McGlockton  | Raiders   |
| OL       | Bryce Paup          | Bills     |
| OL       | Greg Lloyd Sr. (en) | Steelers  |
| LB       | Ken Norton, Jr.     | 49ers     |
| CB       | Eric Davis          | 49ers     |
| CB       | Aeneas Williams     | Cardinals |
| S        | Darren Woodson      | Cowboys   |
| S        | Merton Hanks (en)   | 49ers     |

| Position | Joueur              | Équipe   |
| -------- | ------------------- | -------- |
| K        | Morten Andersen     | Falcons  |
| P        | Darren Bennett (en) | Chargers |
| KR       | Brian Mitchell      | Redskins |

| Position | Joueur             | Équipe    |
| -------- | ------------------ | --------- |
| QB       | Brett Favre        | Packers   |
| RB       | Terrell Davis      | Broncos   |
| RB       | Jerome Bettis      | Steelers  |
| FB       | Larry Centers (en) | Cardinals |
| WR       | Jerry Rice         | 49ers     |
| WR       | Herman Moore (en)  | Lions     |
| TE       | Shannon Sharpe     | Broncos   |
| OT       | Gary Zimmerman     | Broncos   |
| OT       | Eric Williams      | Cowboys   |
| OG       | Randall McDaniel   | Vikings   |
| OG       | Larry Allen        | Cowboys   |
| C        | Dermontti Dawson   | Steelers  |

| Position | Joueur               | Équipe   |
| -------- | -------------------- | -------- |
| DE       | Bruce Smith          | Bills    |
| DE       | Alfred Williams (en) | Broncos  |
| DT       | John Randle          | Vikings  |
| DT       | Bryant Young         | 49ers    |
| OL       | Chad Brown (en)      | Steelers |
| OL       | Kevin Greene         | Panthers |
| LB       | Junior Seau          | Chargers |
| LB       | Sam Mills            | Panthers |
| CB       | Deion Sanders        | Cowboys  |
| CB       | Ashley Ambrose (en)  | Bengals  |
| S        | Darren Woodson       | Cowboys  |
| S        | LeRoy Butler         | Packers  |

| Position | Joueur              | Équipe   |
| -------- | ------------------- | -------- |
| K        | Cary Blanchard (en) | Colts    |
| P        | Chris Gardocki (en) | Colts    |
| P        | Matt Turk (en)      | Redskins |
| KR       | Michael Bates       | Panthers |

| Position | Joueur            | Équipe     |
| -------- | ----------------- | ---------- |
| QB       | Brett Favre       | Packers    |
| RB       | Terrell Davis     | Broncos    |
| RB       | Barry Sanders     | Lions      |
| FB       | Mike Alstott      | Buccaneers |
| WR       | Rob Moore (en)    | Cardinals  |
| WR       | Herman Moore (en) | Lions      |
| TE       | Shannon Sharpe    | Broncos    |
| OT       | Jonathan Ogden    | Ravens     |
| OT       | Tony Boselli      | Jaguars    |
| OG       | Dave Szott (en)   | Vikings    |
| OG       | Larry Allen       | Cowboys    |
| C        | Dermontti Dawson  | Steelers   |

| Position | Joueur               | Équipe     |
| -------- | -------------------- | ---------- |
| DE       | Bruce Smith          | Bills      |
| DE       | Michael Strahan      | Giants     |
| DT       | John Randle          | Vikings    |
| DT       | Dana Stubblefield    | 49ers      |
| OL       | Jessie Armstead (en) | Giants     |
| OL       | John Mobley (en)     | Broncos    |
| LB       | Levon Kirkland       | Steelers   |
| LB       | Hardy Nickerson      | Buccaneers |
| CB       | Deion Sanders        | Cowboys    |
| CB       | Aeneas Williams      | Cardinals  |
| S        | Carnell Lake         | Steelers   |
| S        | LeRoy Butler         | Packers    |

| Position | Joueur            | Équipe   |
| -------- | ----------------- | -------- |
| K        | Richie Cunningham | Cowboys  |
| P        | Bryan Barker (en) | Jaguars  |
| KR       | Eric Metcalf      | Chargers |

| Position | Joueur              | Équipe     |
| -------- | ------------------- | ---------- |
| QB       | Randall Cunningham  | Vikings    |
| RB       | Terrell Davis       | Broncos    |
| RB       | Jamal Anderson (en) | Lions      |
| FB       | Mike Alstott        | Buccaneers |
| WR       | Randy Moss          | Vikings    |
| WR       | Antonio Freeman     | Packers    |
| TE       | Shannon Sharpe      | Broncos    |
| OT       | Larry Allen         | Cowboys    |
| OT       | Tony Boselli        | Jaguars    |
| OG       | Bruce Matthews      | Oilers     |
| OG       | Randall McDaniel    | Vikings    |
| C        | Dermontti Dawson    | Steelers   |

| Position | Joueur               | Équipe   |
| -------- | -------------------- | -------- |
| DE       | Reggie White         | Packers  |
| DE       | Michael Strahan      | Giants   |
| DT       | John Randle          | Vikings  |
| DT       | Darrell Russell (en) | Raiders  |
| OL       | Chad Brown (en)      | Seahawks |
| OL       | Mo Lewis             | Jets     |
| LB       | Junior Seau          | Chargers |
| LB       | Zach Thomas          | Dolphins |
| CB       | Deion Sanders        | Cowboys  |
| CB       | Ty Law               | Patriots |
| S        | Rodney Harrison      | Steelers |
| S        | LeRoy Butler         | Chargers |

| Position | Joueur              | Équipe  |
| -------- | ------------------- | ------- |
| K        | Gary Anderson       | Vikings |
| P        | Craig Hentrich (en) | Oilers  |
| KR       | Jermaine Lewis      | Ravens  |

| Position | Joueur          | Équipe     |
| -------- | --------------- | ---------- |
| QB       | Kurt Warner     | Rams       |
| RB       | Marshall Faulk  | Rams       |
| RB       | Edgerrin James  | Colts      |
| FB       | Mike Alstott    | Buccaneers |
| WR       | Marvin Harrison | Colts      |
| WR       | Cris Carter     | Vikings    |
| TE       | Tony Gonzalez   | Chiefs     |
| OT       | Orlando Pace    | Rams       |
| OT       | Tony Boselli    | Jaguars    |
| OG       | Bruce Matthews  | Titans     |
| OG       | Larry Allen     | Cowboys    |
| C        | Kevin Mawae     | Jets       |

| Position | Joueur            | Équipe     |
| -------- | ----------------- | ---------- |
| DE       | Reggie White      | Packers    |
| DE       | Michael Strahan   | Giants     |
| DT       | Trevor Pryce (en) | Broncos    |
| DT       | Warren Sapp       | Buccaneers |
| LB       | Kevin Hardy       | Jaguars    |
| LB       | Derrick Brooks    | Buccaneers |
| LB       | Ray Lewis         | Ravens     |
| LB       | Zach Thomas       | Dolphins   |
| CB       | Sam Madison       | Dolphins   |
| CB       | Charles Woodson   | Raiders    |
| S        | John Lynch        | Buccaneers |
| S        | Lawyer Milloy     | Patriots   |

| Position | Joueur            | Équipe   |
| -------- | ----------------- | -------- |
| K        | Olindo Mare       | Dolphins |
| P        | Tom Tupa          | Jets     |
| KR       | Glyn Milburn (en) | Bears    |

### Années 2000

#### 2000
| Position | Joueur           | Équipe  |
| -------- | ---------------- | ------- |
| QB       | Rich Gannon      | Raiders |
| RB       | Marshall Faulk   | Rams    |
| RB       | Eddie George     | Titans  |
| WR       | Randy Moss       | Vikings |
| WR       | Terrell Owens    | 49ers   |
| TE       | Tony Gonzalez    | Chiefs  |
| OT       | Jonathan Ogden   | Ravens  |
| OT       | Kyle Turley (en) | Saints  |
| OG       | Bruce Matthews   | Titans  |
| OG       | Larry Allen      | Cowboys |
| C        | Tom Nalen        | Broncos |

| Position | Joueur                | Équipe     |
| -------- | --------------------- | ---------- |
| DE       | Jason Taylor          | Dolphins   |
| DE       | Hugh Douglas (en)     | Eagles     |
| DT       | La'Roi Glover         | Saints     |
| DT       | Warren Sapp           | Buccaneers |
| OL       | Junior Seau           | Chargers   |
| OL       | Derrick Brooks        | Buccaneers |
| LB       | Ray Lewis             | Ravens     |
| LB       | Jeremiah Trotter (en) | Eagles     |
| CB       | Sam Madison           | Dolphins   |
| CB       | Samari Rolle (en)     | Titans     |
| S        | John Lynch            | Buccaneers |
| S        | Darren Sharper        | Packers    |

| Position | Joueur             | Équipe  |
| -------- | ------------------ | ------- |
| K        | Matt Stover        | Ravens  |
| P        | Shane Lechler      | Raiders |
| KR       | Derrick Mason (en) | Titans  |

#### 2001
| Position | Joueur         | Équipe    |
| -------- | -------------- | --------- |
| QB       | Kurt Warner    | Rams      |
| RB       | Marshall Faulk | Rams      |
| RB       | Priest Holmes  | Chiefs    |
| WR       | David Boston   | Cardinals |
| WR       | Terrell Owens  | 49ers     |
| TE       | Tony Gonzalez  | Chiefs    |
| OT       | Walter Jones   | Seahawks  |
| OT       | Orlando Pace   | Rams      |
| OG       | Alan Faneca    | Steelers  |
| OG       | Larry Allen    | Cowboys   |
| C        | Kevin Mawae    | Jets      |

| Position | Joueur            | Équipe     |
| -------- | ----------------- | ---------- |
| DE       | Michael Strahan   | Giants     |
| DE       | John Abraham      | Jets       |
| DT       | Ted Washington    | Bills      |
| DT       | Warren Sapp       | Buccaneers |
| OL       | Jamir Miller (en) | Browns     |
| OL       | Jason Gildon      | Steelers   |
| LB       | Ray Lewis         | Ravens     |
| LB       | Brian Urlacher    | Bears      |
| CB       | Aeneas Williams   | Rams       |
| CB       | Ronde Barber      | Buccaneers |
| S        | Brian Dawkins     | Eagles     |
| S        | Mike Brown        | Bears      |

| Position | Joueur              | Équipe   |
| -------- | ------------------- | -------- |
| K        | David Akers         | Eagles   |
| P        | Todd Sauerbrun (en) | Panthers |
| KR       | Steve Smith         | Panthers |

#### 2002
| Position | Joueur               | Équipe   |
| -------- | -------------------- | -------- |
| QB       | Rich Gannon          | Raiders  |
| RB       | Ricky Williams       | Dolphins |
| RB       | Priest Holmes        | Chiefs   |
| WR       | Marvin Harrison      | Colts    |
| WR       | Terrell Owens        | 49ers    |
| TE       | Jeremy Shockey       | Giants   |
| OT       | Jonathan Ogden       | Ravens   |
| OT       | Lincoln Kennedy (en) | Raiders  |
| OG       | Alan Faneca          | Steelers |
| OG       | Will Shields         | Chiefs   |
| C        | Barrett Robbins (en) | Raiders  |

| Position | Joueur            | Équipe     |
| -------- | ----------------- | ---------- |
| DE       | Jason Taylor      | Dolphins   |
| DE       | Simeon Rice       | Buccaneers |
| DT       | Kris Jenkins (en) | Panthers   |
| DT       | Warren Sapp       | Buccaneers |
| OL       | Derrick Brooks    | Buccaneers |
| OL       | Joey Porter       | Steelers   |
| LB       | Zach Thomas       | Dolphins   |
| LB       | Brian Urlacher    | Bears      |
| CB       | Patrick Surtain   | Dolphins   |
| CB       | Troy Vincent (en) | Eagles     |
| S        | Brian Dawkins     | Eagles     |
| S        | Rod Woodson       | Raiders    |

| Position | Joueur              | Équipe   |
| -------- | ------------------- | -------- |
| K        | Adam Vinatieri      | Patriots |
| P        | Todd Sauerbrun (en) | Panthers |
| KR       | Michael Lewis       | Saints   |

#### 2003
| Position | Joueur           | Équipe   |
| -------- | ---------------- | -------- |
| QB       | Peyton Manning   | Colts    |
| RB       | Jamal Lewis      | Ravens   |
| RB       | Priest Holmes    | Chiefs   |
| WR       | Torry Holt       | Rams     |
| WR       | Randy Moss       | Vikings  |
| TE       | Tony Gonzalez    | Chiefs   |
| OT       | Jonathan Ogden   | Ravens   |
| OT       | Orlando Pace     | Rams     |
| OT       | William Roaf     | Chiefs   |
| OG       | Steve Hutchinson | Seahawks |
| OG       | Will Shields     | Chiefs   |
| C        | Tom Nalen        | Broncos  |

| Position | Joueur              | Équipe   |
| -------- | ------------------- | -------- |
| DE       | Michael Strahan     | Giants   |
| DE       | Leonard Little (en) | Rams     |
| DT       | Kris Jenkins (en)   | Panthers |
| DT       | Richard Seymour     | Patriots |
| OL       | Julian Peterson     | 49ers    |
| OL       | Keith Bulluck (en)  | Titans   |
| LB       | Zach Thomas         | Dolphins |
| LB       | Ray Lewis           | Ravens   |
| CB       | Ty Law              | Patriots |
| CB       | Chris McAlister     | Ravens   |
| S        | Roy Williams        | Cowboys  |
| S        | Rodney Harrison     | Patriots |

| Position | Joueur          | Équipe  |
| -------- | --------------- | ------- |
| K        | Mike Vanderjagt | Colts   |
| P        | Shane Lechler   | Raiders |
| KR       | Dante Hall      | Chiefs  |

#### 2004
| Position | Joueur                 | Équipe   |
| -------- | ---------------------- | -------- |
| QB       | Peyton Manning         | Colts    |
| RB       | Shaun Alexander        | Seahawks |
| RB       | Curtis Martin          | Jets     |
| FB       | William Henderson (en) | Packers  |
| WR       | Terrell Owens          | Eagles   |
| WR       | Muhsin Muhammad        | Panthers |
| TE       | Antonio Gates          | Chargers |
| OT       | Walter Jones           | Seahawks |
| OT       | Willie Anderson        | Bengals  |
| OT       | William Roaf           | Chiefs   |
| OG       | Alan Faneca            | Steelers |
| OG       | Brian Waters (en)      | Chiefs   |
| C        | Jeff Hartings          | Steelers |

| Position | Joueur             | Équipe     |
| -------- | ------------------ | ---------- |
| DE       | Dwight Freeney     | Colts      |
| DE       | Julius Peppers     | Panthers   |
| DT       | Kevin Williams     | Vikings    |
| DT       | Richard Seymour    | Patriots   |
| OL       | Derrick Brooks     | Buccaneers |
| OL       | Takeo Spikes       | Bills      |
| LB       | James Farrior      | Steelers   |
| LB       | Ray Lewis          | Ravens     |
| CB       | Ronde Barber       | Buccaneers |
| CB       | Champ Bailey       | Broncos    |
| CB       | Lito Sheppard (en) | Eagles     |
| S        | Brian Dawkins      | Eagles     |
| S        | Ed Reed            | Ravens     |

| Position | Joueur              | Équipe   |
| -------- | ------------------- | -------- |
| K        | Adam Vinatieri      | Patriots |
| P        | Shane Lechler       | Raiders  |
| KR       | Eddie Drummond (en) | Lions    |

#### 2005
| Position | Joueur           | Équipe   |
| -------- | ---------------- | -------- |
| QB       | Peyton Manning   | Colts    |
| RB       | Shaun Alexander  | Seahawks |
| RB       | Tiki Barber      | Giants   |
| FB       | Mack Strong      | Seahawks |
| WR       | Steve Smith      | Panthers |
| WR       | Chad Ocho Cinco  | Bengals  |
| TE       | Antonio Gates    | Chargers |
| OT       | Walter Jones     | Seahawks |
| OT       | Willie Anderson  | Bengals  |
| OT       | William Roaf     | Chiefs   |
| OG       | Alan Faneca      | Steelers |
| OG       | Steve Hutchinson | Seahawks |
| C        | Jeff Saturday    | Colts    |

| Position | Joueur          | Équipe     |
| -------- | --------------- | ---------- |
| DE       | Dwight Freeney  | Colts      |
| DE       | Osi Umenyiora   | Giants     |
| DT       | Jamal Williams  | Chargers   |
| DT       | Richard Seymour | Patriots   |
| OL       | Derrick Brooks  | Buccaneers |
| OL       | Lance Briggs    | Bears      |
| LB       | Brian Urlacher  | Bears      |
| LB       | Al Wilson       | Broncos    |
| CB       | Ronde Barber    | Buccaneers |
| CB       | Champ Bailey    | Broncos    |
| S        | Troy Polamalu   | Steelers   |
| S        | Bob Sanders     | Colts      |

| Position | Joueur             | Équipe    |
| -------- | ------------------ | --------- |
| K        | Neil Rackers       | Cardinals |
| P        | Brian Moorman (en) | Bills     |
| KR       | Jerome Mathis (en) | Texans    |

#### 2006
| Position | Joueur              | Équipe   |
| -------- | ------------------- | -------- |
| QB       | Drew Brees          | Saints   |
| RB       | LaDainian Tomlinson | Chargers |
| RB       | Larry Johnson       | Chiefs   |
| FB       | Lorenzo Neal        | Chargers |
| WR       | Marvin Harrison     | Colts    |
| WR       | Chad Ocho Cinco     | Bengals  |
| TE       | Antonio Gates       | Chargers |
| OT       | Jammal Brown (en)   | Saints   |
| OT       | Willie Anderson     | Bengals  |
| OT       | William Roaf        | Chiefs   |
| OG       | Alan Faneca         | Steelers |
| OG       | Shawn Andrews (en)  | Eagles   |
| C        | Olin Kreutz         | Bears    |

| Position | Joueur              | Équipe   |
| -------- | ------------------- | -------- |
| DE       | Julius Peppers      | Panthers |
| DE       | Jason Taylor        | Dolphins |
| DT       | Jamal Williams      | Chargers |
| DT       | Kevin Williams      | Vikings  |
| OL       | Adalius Thomas (en) | Ravens   |
| OL       | Shawne Merriman     | Chargers |
| LB       | Brian Urlacher      | Bears    |
| LB       | Zach Thomas         | Dolphins |
| CB       | Rashean Mathis (en) | Jaguars  |
| CB       | Champ Bailey        | Broncos  |
| S        | Brian Dawkins       | Eagles   |
| S        | Ed Reed             | Ravens   |

| Position | Joueur             | Équipe |
| -------- | ------------------ | ------ |
| K        | Robbie Gould       | Bears  |
| P        | Brian Moorman (en) | Bills  |
| KR       | Devin Hester       | Bears  |

#### 2007
| Position | Joueur              | Équipe   |
| -------- | ------------------- | -------- |
| QB       | Tom Brady           | Patriots |
| RB       | LaDainian Tomlinson | Chargers |
| RB       | Brian Westbrook     | Eagles   |
| FB       | Lorenzo Neal        | Chargers |
| WR       | Randy Moss          | Patriots |
| WR       | Terrell Owens       | Cowboys  |
| TE       | Jason Witten        | Cowboys  |
| OT       | Matt Light          | Patriots |
| OT       | Walter Jones        | Seahawks |
| OG       | Alan Faneca         | Steelers |
| OG       | Steve Hutchinson    | Vikings  |
| C        | Jeff Saturday       | Colts    |

| Position | Joueur              | Équipe   |
| -------- | ------------------- | -------- |
| DE       | Jared Allen         | Chiefs   |
| DE       | Patrick Kerney (en) | Seahawks |
| DT       | Albert Haynesworth  | Titans   |
| DT       | Kevin Williams      | Vikings  |
| OL       | DeMarcus Ware       | Cowboys  |
| OL       | Mike Vrabel         | Patriots |
| LB       | Patrick Willis      | 49ers    |
| LB       | Lofa Tatupu         | Seahawks |
| CB       | Asante Samuel       | Patriots |
| CB       | Antonio Cromartie   | Chargers |
| S        | Bob Sanders         | Colts    |
| S        | Ed Reed             | Ravens   |

| Position | Joueur           | Équipe |
| -------- | ---------------- | ------ |
| K        | Rob Bironas (en) | Titans |
| P        | Andy Lee         | 49ers  |
| KR       | Devin Hester     | Bears  |

#### 2008
| Position | Joueur             | Équipe    |
| -------- | ------------------ | --------- |
| QB       | Peyton Manning     | Colts     |
| RB       | Adrian Peterson    | Vikings   |
| FB       | LeRon McClain (en) | Ravens    |
| WR       | Larry Fitzgerald   | Cardinals |
| WR       | Andre Johnson      | Texans    |
| TE       | Tony Gonzalez      | Chiefs    |
| OT       | Jordan Gross       | Panthers  |
| OT       | Michael Roos (en)  | Titans    |
| OG       | Chris Snee (en)    | Giants    |
| OG       | Steve Hutchinson   | Vikings   |
| C        | Kevin Mawae        | Titans    |

| Position | Joueur                 | Équipe   |
| -------- | ---------------------- | -------- |
| DE       | Jared Allen            | Chiefs   |
| DE       | Justin Tuck            | Giants   |
| DT       | Albert Haynesworth     | Titans   |
| DT       | Kevin Williams         | Vikings  |
| OL       | DeMarcus Ware          | Cowboys  |
| OL       | James Harrison         | Steelers |
| LB       | Ray Lewis              | Ravens   |
| LB       | Jon Beason             | Panthers |
| CB       | Nnamdi Asomugha        | Raiders  |
| CB       | Cortland Finnegan (en) | Titans   |
| S        | Troy Polamalu          | Steelers |
| S        | Ed Reed                | Ravens   |

| Position | Joueur             | Équipe   |
| -------- | ------------------ | -------- |
| K        | Stephen Gostkowski | Patriots |
| P        | Shane Lechler      | Raiders  |
| KR       | Leon Washington    | Jets     |

#### 2009
| Position | Joueur              | Équipe   |
| -------- | ------------------- | -------- |
| QB       | Peyton Manning      | Colts    |
| RB       | Adrian Peterson     | Vikings  |
| RB       | Chris Johnson       | Titans   |
| FB       | Leonard Weaver (en) | Eagles   |
| WR       | Wes Welker          | Patriots |
| WR       | Andre Johnson       | Texans   |
| TE       | Dallas Clark        | Colts    |
| OT       | Ryan Clady          | Broncos  |
| OT       | Joe Thomas          | Browns   |
| OG       | Jahri Evans         | Saints   |
| OG       | Steve Hutchinson    | Vikings  |
| C        | Nick Mangold        | (Jets)   |

| Position | Joueur          | Équipe    |
| -------- | --------------- | --------- |
| DE       | Jared Allen     | Chiefs    |
| DE       | Dwight Freeney  | Colts     |
| DT       | Jay Ratliff     | Cowboys   |
| DT       | Kevin Williams  | Vikings   |
| OL       | DeMarcus Ware   | Cowboys   |
| OL       | Elvis Dumervil  | Broncos   |
| LB       | Ray Lewis       | Ravens    |
| LB       | Patrick Willis  | 49ers     |
| CB       | Charles Woodson | Packers   |
| CB       | Darrelle Revis  | Jets      |
| S        | Darren Sharper  | Saints    |
| S        | Adrian Wilson   | Cardinals |

| Position | Joueur        | Équipe   |
| -------- | ------------- | -------- |
| K        | Nate Kaeding  | Chargers |
| P        | Shane Lechler | Raiders  |
| KR       | Joshua Cribbs | Browns   |

### Années 2010

#### 2010
| Position | Joueur         | Équipe   |
| -------- | -------------- | -------- |
| QB       | Tom Brady      | Patriots |
| RB       | Jamaal Charles | Chiefs   |
| RB       | Arian Foster   | Texans   |
| WR       | Devin Hester   | Bears    |
| WR       | Roddy White    | Falcons  |
| TE       | Jason Witten   | Cowboys  |
| OT       | Jake Long      | Dolphins |
| OT       | Joe Thomas     | Browns   |
| OG       | Jahri Evans    | Saints   |
| OG       | Logan Mankins  | Patriots |
| C        | Nick Mangold   | Jets     |

| Position | Joueur          | Équipe   |
| -------- | --------------- | -------- |
| DE       | Julius Peppers  | Bears    |
| DE       | John Abraham    | Falcons  |
| DT       | Haloti Ngata    | Ravens   |
| DT       | Ndamukong Suh   | Lions    |
| OL       | Clay Matthews   | Packers  |
| OL       | James Harrison  | Steelers |
| LB       | Jerod Mayo      | Patriots |
| LB       | Patrick Willis  | 49ers    |
| CB       | Nnamdi Asomugha | Raiders  |
| CB       | Darrelle Revis  | Jets     |
| S        | Troy Polamalu   | Steelers |
| S        | Ed Reed         | Ravens   |

| Position | Joueur        | Équipe  |
| -------- | ------------- | ------- |
| K        | Billy Cundiff | Ravens  |
| P        | Shane Lechler | Raiders |
| KR       | Devin Hester  | Bears   |

#### 2011
| Position | Joueur             | Équipe   |
| -------- | ------------------ | -------- |
| QB       | Aaron Rodgers      | Packers  |
| RB       | Maurice Jones-Drew | Jaguars  |
| RB       | LeSean McCoy       | Eagles   |
| FB       | Vonta Leach        | Texans   |
| WR       | Calvin Johnson     | Lions    |
| WR       | Wes Welker         | Patriots |
| TE       | Rob Gronkowski     | Patriots |
| OT       | Jason Peters       | Eagles   |
| OT       | Joe Thomas         | Browns   |
| OG       | Jahri Evans        | Saints   |
| OG       | Carl Nicks (en)    | Saints   |
| C        | Maurkice Pouncey   | Steelers |

| Position | Joueur            | Équipe   |
| -------- | ----------------- | -------- |
| DE       | Jason Pierre-Paul | Giants   |
| DE       | Jared Allen       | Vikings  |
| DT       | Haloti Ngata      | Ravens   |
| DT       | Justin Smith      | 49ers    |
| OL       | Terrell Suggs     | Ravens   |
| OL       | DeMarcus Ware     | Cowboys  |
| LB       | Derrick Johnson   | Chiefs   |
| LB       | Patrick Willis    | 49ers    |
| LB       | NaVorro Bowman    | 49ers    |
| CB       | Charles Woodson   | Packers  |
| CB       | Darrelle Revis    | Jets     |
| S        | Troy Polamalu     | Steelers |
| S        | Eric Weddle       | Chargers |

| Position | Joueur           | Équipe    |
| -------- | ---------------- | --------- |
| K        | David Akers      | 49ers     |
| P        | Andy Lee         | 49ers     |
| KR       | Patrick Peterson | Cardinals |

#### 2012
| Position | Joueur           | Équipe   |
| -------- | ---------------- | -------- |
| QB       | Peyton Manning   | Broncos  |
| RB       | Adrian Peterson  | Vikings  |
| RB       | Marshawn Lynch   | Seahawks |
| FB       | Vonta Leach      | Texans   |
| WR       | Calvin Johnson   | Lions    |
| WR       | Brandon Marshall | Bears    |
| TE       | Tony Gonzalez    | Falcons  |
| OT       | Duane Brown      | Texans   |
| OT       | Ryan Clady       | Broncos  |
| OG       | Jahri Evans      | Saints   |
| OG       | Mike Iupati      | 49ers    |
| C        | Max Unger        | Seahawks |

| Position | Joueur              | Équipe   |
| -------- | ------------------- | -------- |
| DE       | J. J. Watt          | Texans   |
| DE       | Cameron Wake        | Dolphins |
| DT       | Geno Atkins         | Bengals  |
| DT       | Vince Wilfork       | Patriots |
| OL       | Von Miller          | Broncos  |
| OL       | Aldon Smith         | 49ers    |
| LB       | Derrick Johnson     | Chiefs   |
| LB       | Patrick Willis      | 49ers    |
| LB       | NaVorro Bowman      | 49ers    |
| CB       | Richard Sherman     | Seahawks |
| CB       | Charles Tillman     | Bears    |
| S        | Earl Thomas         | Seahawks |
| S        | Dashon Goldson (en) | 49ers    |

| Position | Joueur       | Équipe  |
| -------- | ------------ | ------- |
| K        | Blair Walsh  | Vikings |
| P        | Andy Lee     | 49ers   |
| KR       | Jacoby Jones | Ravens  |

#### 2013
| Position | Joueur             | Équipe   |
| -------- | ------------------ | -------- |
| QB       | Peyton Manning     | Broncos  |
| RB       | LeSean McCoy       | Eagles   |
| RB       | Jamaal Charles     | Chiefs   |
| FB       | Mike Tolbert       | Panthers |
| WR       | Calvin Johnson     | Lions    |
| WR       | Josh Gordon        | Browns   |
| TE       | Jimmy Graham       | Saints   |
| OT       | Joe Thomas         | Browns   |
| OT       | Jason Peters       | Eagles   |
| OG       | Louis Vasquez (en) | Broncos  |
| OG       | Evan Mathis        | Eagles   |
| C        | Ryan Kalil         | Panthers |

| Position | Joueur           | Équipe     |
| -------- | ---------------- | ---------- |
| DE       | J. J. Watt       | Texans     |
| DE       | Robert Quinn     | Rams       |
| DT       | Gerald McCoy     | Buccaneers |
| DT       | Ndamukong Suh    | Lions      |
| OL       | Robert Mathis    | Colts      |
| OL       | Lavonte David    | Buccaneers |
| LB       | Luke Kuechly     | Panthers   |
| LB       | NaVorro Bowman   | 49ers      |
| CB       | Richard Sherman  | Seahawks   |
| CB       | Patrick Peterson | Cardinals  |
| S        | Earl Thomas      | Seahawks   |
| S        | Eric Berry       | Chiefs     |

| Position | Joueur                | Équipe  |
| -------- | --------------------- | ------- |
| K        | Justin Tucker         | Ravens  |
| P        | Johnny Hekker         | Rams    |
| KR       | Cordarrelle Patterson | Vikings |

#### 2014
| Position | Joueur           | Équipe   |
| -------- | ---------------- | -------- |
| QB       | Aaron Rodgers    | Packers  |
| RB       | DeMarco Murray   | Cowboys  |
| RB       | Le’Veon Bell     | Steelers |
| FB       | John Kuhn        | Packers  |
| WR       | Antonio Brown    | Steelers |
| WR       | Dez Bryant       | Cowboys  |
| TE       | Rob Gronkowski   | Patriots |
| OT       | Joe Thomas       | Browns   |
| OT       | Tyron Smith      | Cowboys  |
| OG       | Marshall Yanda   | Ravens   |
| OG       | Zack Martin      | Cowboys  |
| OG       | Josh Sitton      | Packers  |
| C        | Maurkice Pouncey | Steelers |

| Position | Joueur          | Équipe     |
| -------- | --------------- | ---------- |
| DE       | J. J. Watt      | Texans     |
| DE       | Mario Williams  | Bills      |
| DE       | Robert Quinn    | Rams       |
| DT       | Marcell Dareus  | Bills      |
| DT       | Ndamukong Suh   | Lions      |
| DT       | Gerald McCoy    | Buccaneers |
| OL       | Justin Houston  | Chiefs     |
| OL       | Elvis Dumervil  | Ravens     |
| LB       | Luke Kuechly    | Panthers   |
| LB       | Bobby Wagner    | Seahawks   |
| CB       | Richard Sherman | Seahawks   |
| CB       | Darrelle Revis  | Patriots   |
| S        | Earl Thomas     | Seahawks   |
| S        | Eric Weddle     | Chargers   |

| Position | Joueur         | Équipe   |
| -------- | -------------- | -------- |
| K        | Adam Vinatieri | Colts    |
| P        | Pat McAfee     | Colts    |
| P        | Kevin Huber    | Bengals  |
| KR       | Adam Jones     | Bengals  |
| PR       | Darren Sproles | Eagles   |
| ST       | Matthew Slater | Patriots |

#### 2015
| Position | Joueur           | Équipe     |
| -------- | ---------------- | ---------- |
| QB       | Cam Newton       | Panthers   |
| RB       | Adrian Peterson  | Vikings    |
| RB       | Doug Martin      | Buccaneers |
| FB       | Mike Tolbert     | Panthers   |
| WR       | Antonio Brown    | Steelers   |
| WR       | Julio Jones      | Falcons    |
| TE       | Rob Gronkowski   | Patriots   |
| OT       | Joe Thomas       | Browns     |
| OT       | Andrew Whitworth | Bengals    |
| OG       | Marshall Yanda   | Ravens     |
| OG       | David DeCastro   | Steelers   |
| C        | Ryan Kalil       | Panthers   |

| Position | Joueur           | Équipe    |
| -------- | ---------------- | --------- |
| DE       | J. J. Watt       | Texans    |
| DE       | Khalil Mack      | Raiders   |
| DT       | Aaron Donald     | Rams      |
| DT       | Geno Atkins      | Bengals   |
| OL       | Von Miller       | Broncos   |
| OL       | Khalil Mack      | Raiders   |
| OL       | Thomas Davis     | Panthers  |
| LB       | Luke Kuechly     | Panthers  |
| LB       | NaVorro Bowman   | 49ers     |
| CB       | Josh Norman      | Panthers  |
| CB       | Patrick Peterson | Cardinals |
| S        | Eric Berry       | Chiefs    |
| S        | Tyrann Mathieu   | Cardinals |

| Position | Joueur             | Équipe   |
| -------- | ------------------ | -------- |
| K        | Stephen Gostkowski | Patriots |
| P        | Johnny Hekker      | Rams     |
| KR       | Tyler Lockett      | Seahawks |

#### 2016
| Position | Joueur           | Équipe    |
| -------- | ---------------- | --------- |
| QB       | Matt Ryan        | Falcons   |
| RB       | Ezekiel Elliott  | Cowboys   |
| Flex     | David Johnson    | Cardinals |
| WR       | Antonio Brown    | Steelers  |
| WR       | Julio Jones      | Falcons   |
| TE       | Travis Kelce     | Chiefs    |
| LT       | Tyron Smith      | Cowboys   |
| RT       | Jack Conklin     | Titans    |
| LG       | Kelechi Osemele  | Raiders   |
| RG       | Zack Martin      | Cowboys   |
| C        | Travis Frederick | Cowboys   |

| Position | Joueur           | Équipe   |
| -------- | ---------------- | -------- |
| DE       | Vic Beasley      | Falcons  |
| DE       | Khalil Mack      | Raiders  |
| DT       | Aaron Donald     | Rams     |
| DT       | Damon Harrison   | Giants   |
| LB       | Von Miller       | Broncos  |
| LB       | Bobby Wagner     | Seahawks |
| LB       | Sean Lee         | Cowboys  |
| CB       | Aqib Talib       | Broncos  |
| CB       | Marcus Peters    | Chiefs   |
| DB       | Chris Harris Jr. | Broncos  |
| S        | Eric Berry       | Chiefs   |
| S        | Landon Collins   | Giants   |

| Position | Joueur                | Équipe   |
| -------- | --------------------- | -------- |
| K        | Justin Tucker         | Ravens   |
| P        | Johnny Hekker         | Rams     |
| KR       | Cordarrelle Patterson | Vikings  |
| PR       | Tyreek Hill           | Chiefs   |
| ST       | Matthew Slater        | Patriots |

#### 2017
| Position | Joueur              | Équipe   |
| -------- | ------------------- | -------- |
| QB       | Tom Brady           | Patriots |
| RB       | Todd Gurley         | Rams     |
| Flex     | Le’Veon Bell        | Steelers |
| WR       | Antonio Brown       | Steelers |
| WR       | DeAndre Hopkins     | Texans   |
| TE       | Rob Gronkowski      | Patriots |
| LT       | Andrew Whitworth    | Rams     |
| RT       | Lane Johnson        | Eagles   |
| LG       | Andrew Norwell (en) | Panthers |
| RG       | David DeCastro      | Steelers |
| C        | Jason Kelce         | Eagles   |

| Position | Joueur          | Équipe    |
| -------- | --------------- | --------- |
| DE       | Calais Campbell | Jaguars   |
| DE       | Cameron Jordan  | Saints    |
| DT       | Aaron Donald    | Rams      |
| DT       | Cameron Heyward | Steelers  |
| LB       | Chandler Jones  | Cardinals |
| LB       | Bobby Wagner    | Seahawks  |
| LB       | Luke Kuechly    | Panthers  |
| CB       | Jalen Ramsey    | Jaguars   |
| CB       | Xavier Rhodes   | Vikings   |
| DB       | Darius Slay     | Lions     |
| S        | Kevin Byard     | Titans    |
| S        | Harrison Smith  | Vikings   |

| Position | Joueur             | Équipe    |
| -------- | ------------------ | --------- |
| K        | Greg Zuerlein      | Rams      |
| P        | Johnny Hekker      | Rams      |
| KR       | Pharoh Cooper (en) | Rams      |
| PR       | Jamal Agnew        | Lions     |
| ST       | Budda Baker        | Cardinals |

#### 2018
| Position | Joueur            | Équipe  |
| -------- | ----------------- | ------- |
| QB       | Patrick Mahomes   | Chiefs  |
| RB       | Todd Gurley       | Rams    |
| Flex     | Tyreek Hill       | Chiefs  |
| WR       | Michael Thomas    | Saints  |
| WR       | DeAndre Hopkins   | Texans  |
| TE       | Travis Kelce      | Chiefs  |
| LT       | David Bakhtiari   | Packers |
| RT       | Mitchell Schwartz | Chiefs  |
| LG       | Quenton Nelson    | Colts   |
| RG       | Zack Martin       | Cowboys |
| C        | Jason Kelce       | Eagles  |

| Position | Joueur          | Équipe   |
| -------- | --------------- | -------- |
| DE       | J. J. Watt      | Texans   |
| DE       | Khalil Mack     | Bears    |
| DT       | Aaron Donald    | Rams     |
| DT       | Fletcher Cox    | Eagles   |
| LB       | Luke Kuechly    | Panthers |
| LB       | Bobby Wagner    | Seahawks |
| LB       | Darius Leonard  | Colts    |
| CB       | Kyle Fuller     | Bears    |
| CB       | Stephon Gilmore | Patriots |
| DB       | Desmond King    | Chargers |
| S        | Eddie Jackson   | Bears    |
| S        | Derwin James    | Chargers |

| Position | Joueur               | Équipe   |
| -------- | -------------------- | -------- |
| K        | Justin Tucker        | Ravens   |
| P        | Michael Dickson      | Seahawks |
| KR       | Andre Roberts        | Jets     |
| PR       | Tarik Cohen          | Bears    |
| ST       | Adrian Phillips (en) | Chargers |

#### 2019
| Position | Joueur              | Équipe   |
| -------- | ------------------- | -------- |
| QB       | Lamar Jackson       | Ravens   |
| RB       | Christian McCaffrey | Panthers |
| Flex     | Christian McCaffrey | Panthers |
| WR       | DeAndre Hopkins     | Texans   |
| WR       | Michael Thomas      | Saints   |
| TE       | George Kittle       | 49ers    |
| LT       | Ronnie Stanley      | Ravens   |
| RT       | Ryan Ramczyk        | Saints   |
| LG       | Quenton Nelson      | Colts    |
| RG       | Zack Martin         | Cowboys  |
| C        | Jason Kelce         | Eagles   |

| Position | Joueur             | Équipe    |
| -------- | ------------------ | --------- |
| DE       | Chandler Jones     | Cardinals |
| DE       | T. J. Watt         | Steelers  |
| DT       | Aaron Donald       | Rams      |
| DT       | Cameron Heyward    | Steelers  |
| LB       | Bobby Wagner       | Seahawks  |
| LB       | Demario Davis      | Saints    |
| LB       | Eric Kendricks     | Vikings   |
| CB       | Stephon Gilmore    | Patriots  |
| CB       | Tre'Davious White  | Bills     |
| DB       | Marlon Humphrey    | Ravens    |
| DB       | Marcus Peters      | Ravens    |
| DB       | Tyrann Mathieu     | Chiefs    |
| S        | Jamal Adams        | Jets      |
| S        | Minkah Fitzpatrick | Steelers  |

| Position | Joueur                | Équipe   |
| -------- | --------------------- | -------- |
| K        | Justin Tucker         | Ravens   |
| P        | Brett Kern            | Titans   |
| KR       | Cordarrelle Patterson | Bears    |
| PR       | Deonte Harris         | Saints   |
| ST       | Matthew Slater        | Patriots |

### Années 2020s

#### 2020
| Position | Joueur          | Équipe     |
| -------- | --------------- | ---------- |
| QB       | Aaron Rodgers   | Packers    |
| RB       | Derrick Henry   | Titans     |
| WR       | Davante Adams   | Packers    |
| WR       | Stefon Diggs    | Bills      |
| WR       | Tyreek Hill     | Chiefs     |
| TE       | Travis Kelce    | Chiefs     |
| LT       | David Bakhtiari | Packers    |
| RT       | Jack Conklin    | Browns     |
| LG       | Quenton Nelson  | Colts      |
| RG       | Brandon Scherff | Washington |
| C        | Corey Linsley   | Packers    |

| Position | Joueur             | Équipe    |
| -------- | ------------------ | --------- |
| DE       | T. J. Watt         | Steelers  |
| DE       | Myles Garrett      | Browns    |
| DT       | Aaron Donald       | Rams      |
| DT       | DeForest Buckner   | Colts     |
| LB       | Fred Warner        | 49ers     |
| LB       | Bobby Wagner       | Seahawks  |
| LB       | Darius Leonard     | Colts     |
| CB       | Xavien Howard      | Dolphins  |
| CB       | Jalen Ramsey       | Rams      |
| S        | Tyrann Mathieu     | Chiefs    |
| S        | Minkah Fitzpatrick | Steelers  |
| S        | Budda Baker        | Cardinals |

| Position | Joueur                | Équipe   |
| -------- | --------------------- | -------- |
| K        | Jason Sanders         | Dolphins |
| P        | Jake Bailey           | Patriots |
| KR       | Cordarrelle Patterson | Bears    |
| PR       | Gunner Olszewski      | Patriots |
| ST       | George Odum           | Colts    |
| LS       | Morgan Cox            | Ravens   |

#### 2021
| Position | Joueur          | Équipe     |
| -------- | --------------- | ---------- |
| QB       | Aaron Rodgers   | Packers    |
| RB       | Jonathan Taylor | Colts      |
| WR       | Davante Adams   | Packers    |
| WR       | Cooper Kupp     | Rams       |
| WR       | Deebo Samuel    | 49ers      |
| TE       | Mark Andrews    | Ravens     |
| LT       | Trent Williams  | 49ers      |
| RT       | Tristan Wirfs   | Buccaneers |
| LG       | Joel Bitonio    | Browns     |
| RG       | Zack Martin     | Cowboys    |
| C        | Jason Kelce     | Eagles     |

| Position | Joueur             | Équipe   |
| -------- | ------------------ | -------- |
| DE       | T. J. Watt         | Steelers |
| DE       | Myles Garrett      | Browns   |
| DT       | Aaron Donald       | Rams     |
| DT       | Cameron Heyward    | Steelers |
| LB       | Micah Parsons      | Cowboys  |
| LB       | Darius Leonard     | Colts    |
| LB       | De'Vondre Campbell | Packers  |
| CB       | Trevon Diggs       | Cowboys  |
| CB       | Jalen Ramsey       | Rams     |
| S        | Kevin Byard        | Titans   |
| S        | Jordan Poyer       | Bills    |

| Position | Joueur               | Équipe  |
| -------- | -------------------- | ------- |
| K        | Justin Tucker        | Ravens  |
| P        | A. J. Cole III       | Raiders |
| KR       | Braxton Berrios (en) | Jets    |
| PR       | Devin Duvernay       | Ravens  |
| ST       | J. T. Gray           | Saints  |
| LS       | Luke Rhodes          | Colts   |

#### 2022
| Poste | Nom              | Équipe   |
| ----- | ---------------- | -------- |
| QB    | Patrick Mahomes  | Chiefs   |
| RB    | Josh Jacobs      | Raiders  |
| WR    | Justin Jefferson | Vikings  |
| WR    | Davante Adams    | Raiders  |
| WR    | Tyreek Hill      | Dolphins |
| TE    | Travis Kelce     | Chiefs   |
| LT    | Trent Williams   | 49ers    |
| LG    | Joel Bitonio     | Browns   |
| C     | Jason Kelce      | Eagles   |
| RG    | Zack Martin      | Cowboys  |
| RT    | Lane Johnson     | Eagles   |

| Poste | Nom                | Équipe   |
| ----- | ------------------ | -------- |
| DE    | Nick Bosa          | 49ers    |
| DE    | Micah Parsons      | Cowboys  |
| DT    | Quinnen Williams   | Jets     |
| DT    | Chris Jones        | Chiefs   |
| LB    | Fred Warner        | 49ers    |
| LB    | Roquan Smith       | Ravens   |
| LB    | Matt Milano        | Bills    |
| CB    | Patrick Surtain II | Broncos  |
| CB    | Sauce Gardner      | Jets     |
| S     | Minkah Fitzpatrick | Steelers |
| S     | Talanoa Hufanga    | 49ers    |

| Poste | Nom                | Équipe     |
| ----- | ------------------ | ---------- |
| K     | Daniel Carlson     | Raiders    |
| P     | Tommy Townsend     | Chiefs     |
| KR    | Keisean Nixon (en) | Packers    |
| PR    | Marcus Jones (en)  | Patriots   |
| ST    | Jeremy Reaves      | Commanders |
| LS    | Andrew DePaola     | Vikings    |

#### 2023
| Poste | Nom                 | Équipe   |
| ----- | ------------------- | -------- |
| QB    | Lamar Jackson       | Ravens   |
| RB    | Christian McCaffrey | 49ers    |
| FB    | Kyle Juszczyk       | 49ers    |
| WR    | Tyreek Hill         | Dolphins |
| WR    | CeeDee Lamb         | Cowboys  |
| WR    | Amon-Ra St. Brown   | Lions    |
| TE    | George Kittle       | 49ers    |
| LT    | Trent Williams      | 49ers    |
| LG    | Joe Thuney          | Chiefs   |
| C     | Jason Kelce         | Eagles   |
| RG    | Zack Martin         | Cowboys  |
| RT    | Penei Sewell        | Lions    |

| Poste   | Nom                  | Équipe     |
| ------- | -------------------- | ---------- |
| DE      | Myles Garrett        | Browns     |
| DE      | T. J. Watt           | Steelers   |
| DT      | Aaron Donald         | Rams       |
| DT      | Chris Jones          | Chiefs     |
| LB      | Fred Warner          | 49ers      |
| LB      | Roquan Smith         | Ravens     |
| LB      | Quincy Williams (en) | Jets       |
| CB      | DaRon Bland          | Cowboys    |
| CB      | Sauce Gardner        | Jets       |
| Slot CB | Trent McDuffie       | Chiefs     |
| S       | Kyle Hamilton        | Ravens     |
| S       | Antoine Winfield Jr. | Buccaneers |

| Poste | Nom                  | Équipe   |
| ----- | -------------------- | -------- |
| K     | Brandon Aubrey (en)  | Cowboys  |
| P     | A. J. Cole III       | Raiders  |
| KR    | Keisean Nixon (en)   | Packers  |
| PR    | Rashid Shaheed (en)  | Saints   |
| ST    | Miles Killebrew (en) | Steelers |
| LS    | Ross Matiscik (en)   | Jaguars  |

#### 2024
| Poste | Nom                | Équipe       |
| QB    | Lamar Jackson      | Baltimore    |
| RB    | Saquon Barkley     | Philadelphie |
| FB    | Patrick Ricard     | Baltimore    |
| WR    | Ja'Marr Chase      | Cincinnati   |
| WR    | Justin Jefferson   | Minnesota    |
| WR    | Amon-Ra St. Brown  | Détroit      |
| TE    | Brock Bowers       | Las Vegas    |
| LT    | Tristan Wirfs      | Tampa Bay    |
| LG    | Joe Thuney         | Kansas City  |
| C     | Creed Humphrey     | Kansas City  |
| RG    | Quinn Meinerz (en) | Denver       |
| RG    | Penei Sewell       | Détroit      |

| Poste     | Nom                | Équipe        |
| DE / Edge | Trey Hendrickson   | Cincinnati    |
| DE / Edge | Myles Garrett      | Cleveland     |
| DT        | Cameron Heyward    | Pittsburgh    |
| DT        | Chris Jones        | Kansas City   |
| LB        | Zack Baun          | Philadelphie  |
| LB        | Fred Warner        | San Francisco |
| LB        | Roquan Smith       | Baltimore     |
| CB        | Patrick Surtain II | Denver        |
| CB        | Derek Stingley Jr. | Houston       |
| Slot CB   | Marlon Humphrey    | Baltimore     |
| S         | Kerby Joseph       | Détroit       |
| S         | Xavier McKinney    | Green Bay     |

| Poste   | Nom                   | Équipe      |
| K       | Chris Boswell (en)    | Pittsburgh  |
| P       | Jack Fox              | Détroit     |
| KR      | KaVontae Turpin       | Dallas      |
| PR      | Marvin Mims Jr. (en)  | Denver      |
| ST (en) | Brenden Schooler (en) | New England |
| LS      | Andrew DePaola        | Minnesota   |